# Талисман 3
«Талисман 3» (англ. «Talisman 3») — ожидаемый роман Стивена Кинга, предполагаемая третья и заключительная часть цикла, начатого романом «Талисман» (1984) и продолженного романом «Чёрный дом» (2001). Написанными в соавторстве с Питером Страубом.

## История создания
Слухи о третьей книге стали циркулировать практически сразу же после выхода романа «Чёрный дом» в 2001 году. В ноябре того же года, во время автограф-сессии, Страуб сообщил, что работа над продолжением может начаться «примерно через пять лет». Однако лишь в октябре 2004 года Кинг, на своём официальном сайте, подал надежду поклонникам: «Те, кому интересен Джек Сойер, не теряйте надежды — вы ещё с ним встретитесь». Примерно в то же время Страуб также подтвердил в интервью: третья книга будет.
Спустя год, в ноябре 2005-го, Страуб уточнил, что работа может начаться через четыре-пять лет, то есть в 2010-м. А в октябре 2006 года, в интервью журналу Time, он добавил:

Мы со Стивом договорились уже давно, что напишем третью — и последнюю — книгу. «Чёрный дом» по сути уже подводит к продолжению и практически обещает его. Это будет трёхтомный фэнтезийный роман. Идеально. Думаю, эта история с самого начала желала быть именно такой.
В апреле 2009 года Кинг вновь подтвердил, что третий и заключительный роман, скорее всего, будет написан в течение одного-двух лет. В интервью журналу Cemetery Dance Страуб заявлял:

Мы собирались начать сейчас, но Кинга отвлёк мюзикл для Бродвея, над которым он работал с Джоном Мелленкампом. Проект принимает окончательную форму, и думаю, сейчас уже идут пробные постановки. Посмотрим, что из этого получится. Но рано или поздно мы вернёмся к этой книге — просто потому что мы должны. У нас есть две трети длинной-предлинной истории, и её заключительная часть просто обязана быть написана.
В декабре 2009 года Страуб написал в «Твиттере»: «Для тех, кому это небезразлично: не беспокойтесь. Примерно через год мы с Кингом начнём работать над планом новой книги. Это будет третий и последний том трилогии о Джеке Сойере». В феврале 2010-го, давая интервью для Reddit на YouTube, Страуб подтвердил это вновь:

Мы со Стивом договорились три года назад, что, скорее всего, напишем третью книгу — последнюю о Джеке Сойере. В каком-то смысле она была предопределена с самого начала — по крайней мере, концовкой «Чёрного дома». Финал предыдущего романа начинает повествование совершенно новой истории. Главному герою выпадает необыкновенная, но крайне серьёзная задача, с которой ему необходимо справиться. Эта задача как будто сама по себе диктует новый роман. Конечно, это не совсем так, но она задаёт одну из ключевых тем. Полагаю, мы начнём через год, или около того. Названия у книги пока нет.
К 2012 году стало ясно, что оба автора перегружены другими проектами и никак не могут согласовать графики. Летом того же года Страуб признал, что «никакого прогресса в планах по третьей книге не произошло». Однако в мае 2014 года, во время автограф-сессии, Страуб сказал, что у авторов «есть идея истории», и добавил: «это не займёт много времени». Позднее, в ноябре 2014 года, на публичном чтении в поддержку своего нового романа «Возрождение», Кинг сообщил, что они со Страубом действительно планируют новую книгу о Джеке Сойере и надеются приступить к работе в 2015 году.
Тем не менее, в марте 2016 года, в интервью Miami Herald, Страуб признал: работа должна была начаться три-четыре года назад, но из-за состояния его здоровья и занятости она так и не началась. Он выразил надежду, что они приступят к роману через год-два. Этим планам не суждено было сбыться: Питера Страуба не стало в 2022 году.
В августе 2023 года, несмотря на утрату соавтора, Кинг заявил о возможности всё же завершить трилогию, сказав: «Перед смертью Питер отправил мне длинное письмо. Он писал, что мы должны завершить эту историю. У него была отличная идея, и у меня также были свои». В июне 2024 года Кинг сообщил, что начал работу над романом: он перечитал «Талисман», чтобы сделать заметки, и собирается перечитать «Чёрный дом». В январе 2025 года он подтвердил в нескольких публикациях в Threads, что пишет новый роман, неофициально называемый Talisman 3, основываясь в том числе на заметках, оставленных Страубом. Книга будет издана под именами обоих авторов, а сам Кинг заявил журналу Fangoria, что «практически общается с духом Страуба». Наконец, в июле 2025 года Кинг сообщил в Threads: роман «почти закончен».